# Billaberget
Billaberget ist ein Berg in der schwedischen Gemeinde Örnsköldsvik, im Västernorrlands län. Er liegt zirka fünfzehn Kilometer nordwestlich der Stadt Örnsköldsvik am Moälven, zwischen der Happstafjärden und der Själevadsfjärden. Unterhalb des Berges mündet der Billabäcken, ein kleiner Bach, in die Själevadsfjärden. Da der Billaberg ein sydväxtberg ist, wächst hier unter anderem die Vogesen-Rose. Außerdem gibt es hier eine der nördlichsten Haselnusspopulationen Schwedens, die seit dem siebzehnten Jahrhundert bekannt ist.